# Confederació Sud-americana de Futbol
La Confederació Sud-Americana de Futbol, (Confederación Sudamericana de Fútbol/ Confederação Sulamericana de Futebol, CONMEBOL) és l'òrgan de govern del futbol a Sud-amèrica.
Fou fundada el 9 de juliol de 1916 per iniciativa de l'uruguaià Héctor Rivadavia Gómez, i en foren membres fundadors l'Argentina, l'Uruguai, el Brasil i Xile. Té la seu a la ciutat de Luque (Paraguai). Entre les principals competicions que organitza destaquen la Copa Libertadores de América, la Copa Sudamericana i la Copa Amèrica.
Cal destacar que, tot i que estan ubicats a Sud-amèrica, Guyana, Surinam i la Guaiana Francesa estan afiliats a la CONCACAF i no a la CONMEBOL.

## Membres de la CONMEBOL
Hi ha deu membres de la CONMEBOL.

## Competicions organitzades per la CONMEBOL
- Copa Amèrica de futbol (1916, per a seleccions)
- Copa Libertadores de América (1960)
- Copa Sud-americana (2002)
- Recopa Sud-americana (1989)
- Copa Mercosur (1998-2001, desapareguda)
- Copa Merconorte (1998-2001, desapareguda)
- Copa CONMEBOL (1992-1999, desapareguda)
- Supercopa Sud-americana (1988-1997, desapareguda)

## Classificats de la CONMEBOL per als diversos Mundials
Tot dels deu membres de la CONMEBOL s'han classificat per a la Copa del Món.
Llegenda
- 1r  – Campió
- 2n  – Subcampió
- 3r  – Tercer lloc[2]
- 4t  – Quart lloc
- QF – Quarts de Final
- R16 – Vuitens
- R2 - Segona ronda (1974, 1978, i 1982)
- FG – Fase de grups
- • — No es va classificar
- — No va entrar / es va retirar / Prohibit
- — Amfitrions

| Equip     | 1930 (13) | 1934 (16) | 1938 (15) | 1950 (13) | 1954 (16) | 1958 (16) | 1962 (16) | 1966 (16) | 1970 (16) | 1974 (16) | 1978 (16) | 1982 (24) | 1986 (24) | 1990 (24) | 1994 (24) | 1998 (32) | 2002 (32) | 2006 (32) | 2010 (32) | 2014 (32) | 2018 (32) | 2022 (32) | 2026 (48) | Total |
| --------- | --------- | --------- | --------- | --------- | --------- | --------- | --------- | --------- | --------- | --------- | --------- | --------- | --------- | --------- | --------- | --------- | --------- | --------- | --------- | --------- | --------- | --------- | --------- | ----- |
| Argentina | 2n        | R16       |           |           |           | FG        | FG        | QF        | •         | R2        | 1r        | R2        | 1r        | 2n        | R16       | QF        | FG        | QF        | QF        | 2n        | R16       |           |           | 17    |
| Bolívia   | FG        |           |           | FG        |           | •         | •         | •         | •         | •         | •         | •         | •         | •         | FG        | •         | •         | •         | •         | •         | •         |           |           | 3     |
| Brasil    | GS        | R16       | 3r        | 2n        | QF        | 1r        | 1r        | FG        | 1r        | 4t        | 3rd       | R2        | QF        | R16       | 1st       | 2n        | 1r        | QF        | QF        | 4t        | QF        |           |           | 21    |
| Colòmbia  |           |           |           |           |           | •         | FG        | •         | •         | •         | •         | •         | •         | R16       | FG        | FG        | •         | •         | •         | QF        | R16       |           |           | 6     |
| Equador   |           |           |           |           |           |           | •         | •         | •         | •         | •         | •         | •         | •         | •         | •         | FG        | R16       | •         | FG        | •         |           |           | 3     |
| Paraguai  | FG        |           |           | FG        | •         | GS        | •         | •         | •         | •         | •         | •         | R16       | •         | •         | R16       | R16       | FG        | QF        | •         | •         |           |           | 8     |
| Perú      | FG        |           |           |           |           | •         | •         | •         | QF        | •         | R2        | FG        | •         | •         | •         | •         | •         | •         | •         | •         | GS        |           |           | 5     |
| Uruguai   | 1r        |           |           | 1r        | 4t        | •         | GS        | QF        | 4t        | GS        | •         | •         | R16       | R16       | •         | •         | GS        | •         | 4t        | R16       | QF        |           |           | 13    |
| Veneçuela |           |           |           |           |           |           |           | •         | •         |           | •         | •         | •         | •         | •         | •         | •         | •         | •         | •         | •         |           |           | 0     |
| Xile      | FG        |           |           | FG        | •         | •         | 3r        | FG        | •         | FG        | •         | FG        | •         | •         |           | R16       | •         | •         | R16       | R16       | •         |           |           | 9     |
| Total     | 7         | 2         | 1         | 5         | 2         | 3         | 5         | 4         | 3         | 4         | 3         | 4         | 4         | 4         | 4         | 5         | 5         | 4         | 5         | 6         | 5         | 4 o 5     | TBD       | 85    |

## Presidents de la CONMEBOL
- Héctor Rivadavia Gómez (Uruguai) 1916-1936
- Luis O. Salesi (Argentina) 1936-1939
- Luis A. Valenzuela (Xile) 1939-1955
- Carlos Dittborn Pinto (Xile) 1955-1957
- José Ramos de Freitas (Brasil) 1957-1959
- Fermín Sorhueta (Uruguai) 1959-1961
- Raúl H. Colombo (Argentina) 1961-1966
- Teófilo Salinas Fuller (Perú) 1966-1986
- Nicolás Leoz (Paraguai) 1986-2013
- Eugenio Figueredo Aguerre (Uruguai) 2013-2014
- Juan Ángel Napout Barreto (Paraguai) 2014-2015
- Alejandro Domínguez (Paraguai) 2015-